# (612086) 1999 CX131
(612086) 1999 CX131 est un objet de la ceinture de Kuiper en résonance 3:5 avec Neptune. Il a été découvert par Jane Luu, David Jewitt et Chadwick Trujillo le 11 février 1999 à Mauna Kea.

## Description
Son diamètre est estimé entre 130 et 230 km suivant l'albédo retenu.